# Diakonissa

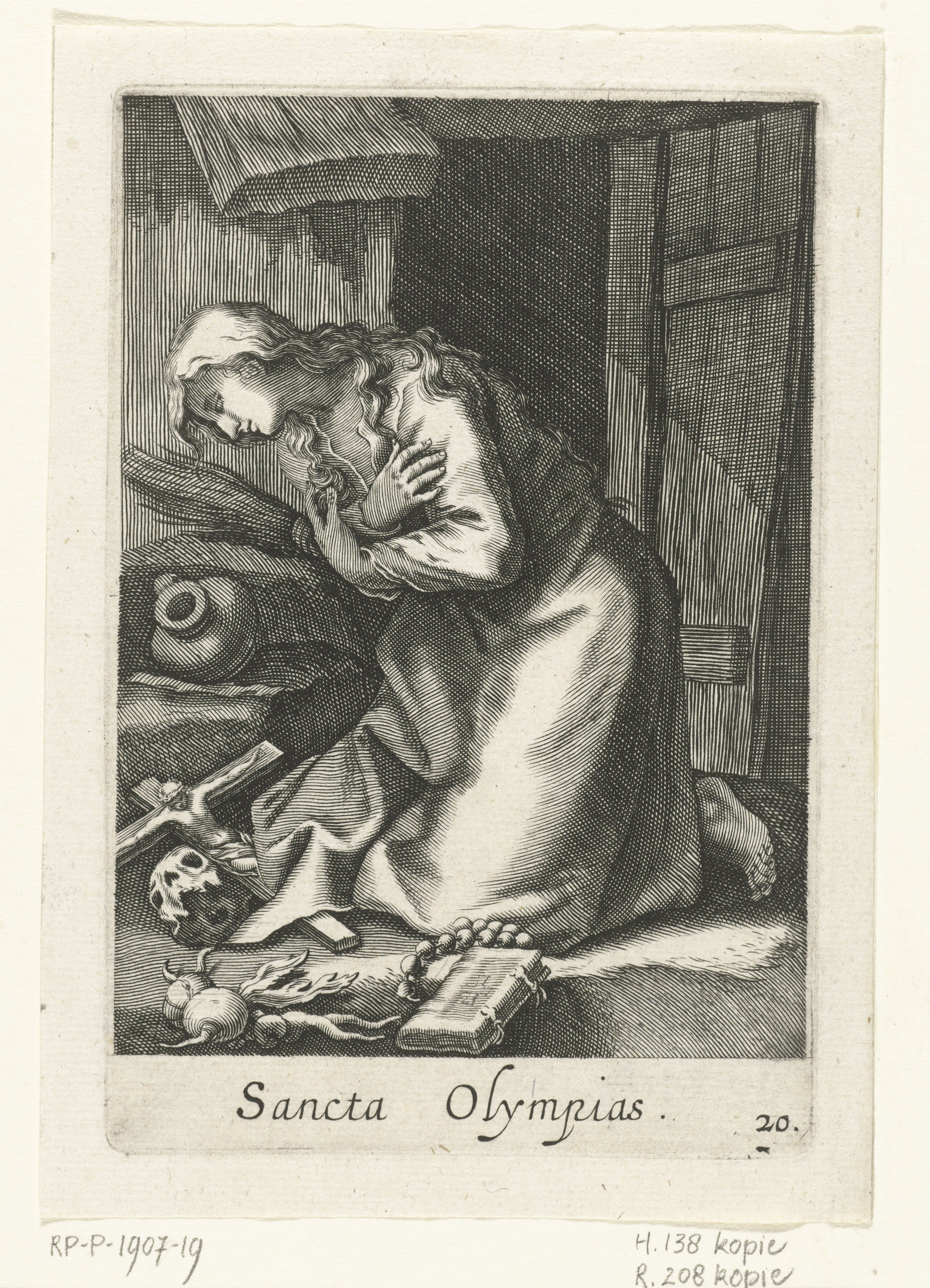
Svatá Olympiada diakonisa z Konstantinopole, Rijksmuseum

Diakonissa je manželka pravoslavného diákona. Titul je odvozen z řeckého diákon, znamenající jáhen neboli služebník, pomocník. Někdy je titul používán i v katolické církvi pro popsání pozice manželky trvalého jáhna.

## Historie
Titul byl užíván i pro diákonky (jáhenky) v prvotní církvi. Nejednalo se o žádný stupeň svěcení, ale o službu žen v chrámu, při křtu žen, charitativní činnost apod. O diákonkách je zmínka i v Novém zákoně:
| „            | Doporučuji vám naši sestru Foibé, diakonku církve v Kenchrejích. | “ |
| — Ř 16,1 ČEP |                                                                  |   |

Představená diákonek se nazývala arcidiákonka. Služba byla zrušena v 8. století.
Arcibiskup Nektarios Eginský v monastýru na Egině postřihl několik mnišek na diakonissy, učinil tedy něco, co bylo v Pravoslaví dlouho mimo jakoukoli praxi. Tuto nově obnovenou tradici poté přijali i někteří biskupové.